# Vlag van Uithuizen

Vlag van de gemeente Uithuizen
(1950-1979), ook vlag van Hefshuizen (1979-1991)

De vlag van Uithuizen werd op 2 februari 1950 door de gemeenteraad van Uithuizen vastgesteld als gemeentevlag.
De vlag verviel als gemeentevlag toen in 1979 Uithuizen werd samengevoegd met Uithuizermeeden tot de nieuwe gemeente Hefshuizen, maar op 10 mei 1979 werd de vlag vastgesteld als gemeentevlag van Hefshuizen. Deze gemeente is na uitbreiding met andere omliggende gemeenten in 1992 hernoemd tot Eemsmond. Sinds 2019 valt Uithuizen onder de gemeente Het Hogeland.

## Beschrijving en verklaring
De vlag kan als volgt worden beschreven:
Drie banen van gelijke hoogte van groen, geel en blauw.
De kleuren zijn ontleend aan het gemeentewapen. Ze staan symbool voor de groene akkers rond het dorp, het gele koren en de blauwe zee, waaraan Noord Groningen is ontworsteld.

## Verwante afbeeldingen

Het wapen van Uithuizen
De vlag van Eemsmond
De vlag van Gabon